# Numărul de neutroni

Această diagramă arată timpul de înjumătățire (T_{½}) al diferiților izotopi cu un număr de protoni Z și un număr de neutroni N.

Numărul de neutroni, simbolizat N, reprezintă numărul de neutroni dintr-un nuclid. 
Numărul atomic (numărul de protoni) plus numărul de neutroni reprezintă numărul de masă: Z + N = A. Diferența dintre numărul neutronilor și numărul atomic este cunoscută sub denumirea de exces de neutroni : D = N - Z = A - 2Z.
Numărul de neutroni este rar scris explicit în notația unui nuclid, dar poate apărea în dreapta elementului. Notația în ordinea crescătoare a explicității și descrescătoare a folosirii: 
| Element              | </br> C </br>             |
| Izotop / nuclizi     | 14 C </br> 14 C </br>     |
| Cu număr atomic      | 14 6C </br> 14 6C </br>   |
| Cu număr de neutroni | 14 6C </br> 14 6C </br> 8 |

Nuclizii care au același număr de neutroni, dar un număr diferit de protoni se numesc izotoni. Acest cuvânt a fost format prin înlocuirea literei p din cuvântul izotop cu n de la neutron. Nuclizii care au același număr de masă se numesc izobari. Nuclizii care au același exces de neutroni se numesc izodiaferi.
Proprietățile chimice sunt determinate în principal de numărul de protoni, care determină ce element chimic e nuclidul în cauză; numărul de neutroni are doar o ușoară influență . 
Numărul de neutroni influențează în primul rând proprietățile nucleare. De exemplu, actinidele cu număr impar de neutroni sunt de obicei fisibile (fisionabile cu neutroni lenți), în timp ce actinidele cu un număr par de neutroni nu sunt de obicei fisibile (dar sunt fisionabile cu neutroni rapizi ). 
Doar 58 de nuclizi stabili au un număr impar de neutroni, comparativ cu 194 cu un număr par de neutroni. Niciun izotop cu număr impar de neutroni nu este cel mai abundent izotop al elementului său, cu excepția beriliu-9 (singurul izotop stabil al beriliului), azot-14 și platină-195. 
Niciun nuclid stabil nu are numărul de neutroni 19, 21, 35, 39, 45, 61, 89, 115, 123 și ≥ 127. Există 6 nuclizi stabili și un nuclid primordial radioactiv cu număr de neutroni de 82 (82 este numărul de neutroni cu cei mai stabili nuclizi, întrucât este un număr magic): bariu-138, lantanum-139, ceriu-140, praseodim-141, neodim-142 și samariu-144, precum și nuclidul primordial radioactiv xenon-136. Cu excepția 20, 50 și 82 (toate aceste trei numere sunt numere magice), toate celelalte numere de neutroni au cel mult 4 izotopi stabili (în cazul lui 20, există 5 izotopi stabili 36S, 37Cl, 38Ar, 39K, și 40Ca, iar în cazul pentru 50, există 5 nuclizi stabili: 86Kr, 88Sr, 89Y, 90Zr și 92Mo și un nuclid primordial radioactiv, 87Rb). Cele mai mulți nuclizi cu un număr impar de neutroni au cel mult un izotop stabil (excepțiile sunt 1 (2H și 3He), 5 (9Be și 10B), 7 (13C și 14N), 55 (97Mo și 99Ru) și 107 (179Hf și 180mTa). Cu toate acestea, nuclizii cu un număr par de neutroni au un singur izotop stabil; aceștia sunt 2 (4He), 4 (7Li), 84(142Ce), 86 (146Nd) și 126 (208Pb). [2] 
Doar doi nuclizi stabili au mai puțini neutroni decât protonii: hidrogen-1 și heliu-3. Hidrogenul-1 are cel mai mic număr de neutroni, 0. 